# Dom Długosza w Sandomierzu
Dom Długosza w Sandomierzu – XV-wieczny budynek księży mansjonarzy ufundowany przez Jana Długosza, znajdujący się w Sandomierzu przy ulicy Jana Długosza 9.

## Historia

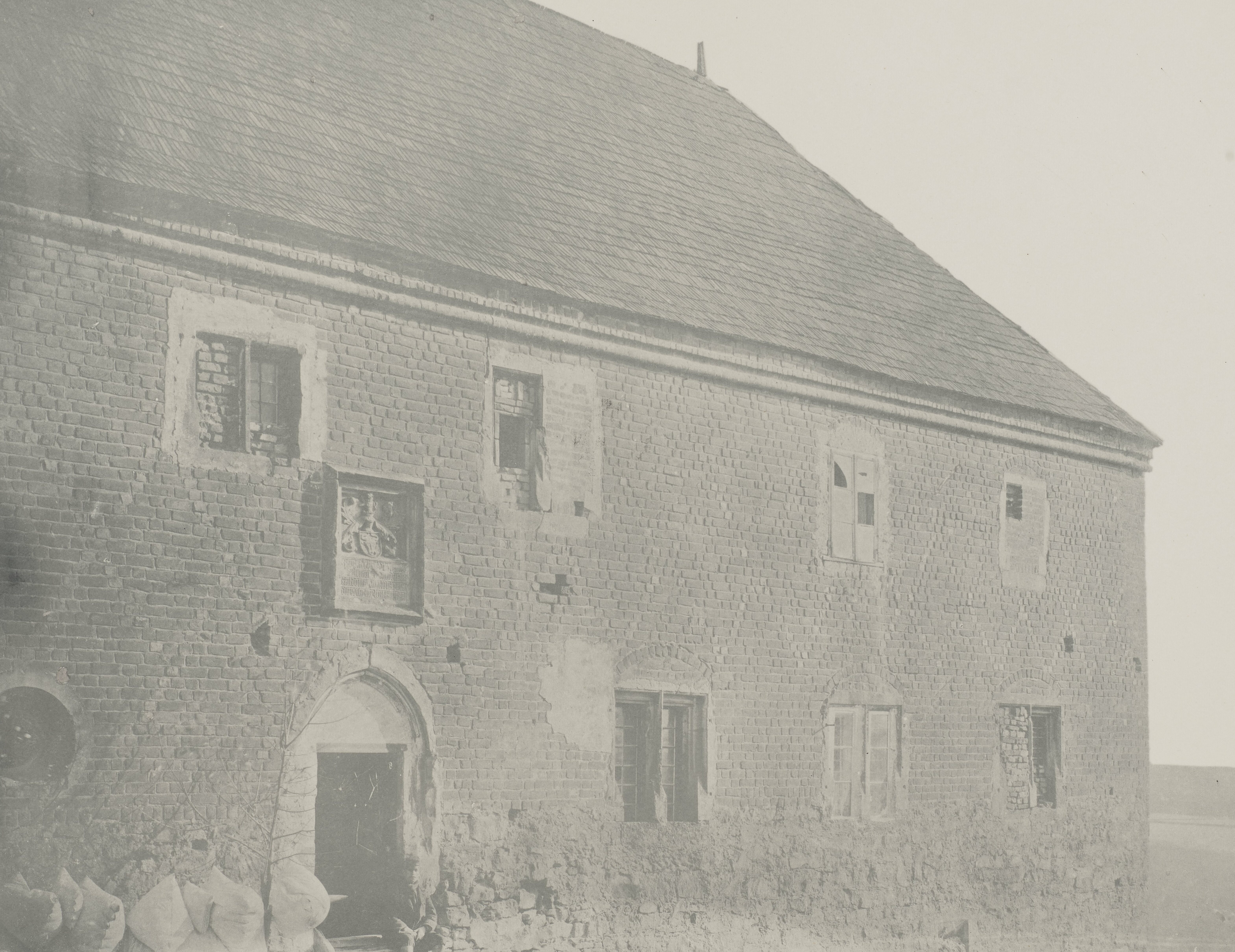
Widok budynku przed 1900

Dom Długosza w Sandomierzu (dawna Mansjonaria), został wybudowany przez mistrza Jana z Krakowa w 1476 roku w stylu późnogotyckim. Budynek wzniesiono na kamiennym podmurowaniu z cegły, układanej w wątku, zwanym polskim układem gotyckim i ozdobiono nieregularnymi rombami ułożonymi z zendrówki.
W budynku znajduje się obszerna sień, do której prowadzą dwa portale gotyckie. Nad południowym portalem (od strony katedry) znajduje się ozdobna tablica erekcyjna z herbem Długosza Wieniawą, opatrzona datą 1476.
W XVI wieku budynek został ozdobiony attyką. W następnym wieku dom został ponownie przebudowany. W wieku XIX, po rozwiązaniu zgromadzenia mansjonarzy, budynek popadł w ruinę. Dopiero w latach 1934–1936, z inicjatywy biskupa Włodzimierza Jasińskiego, rozpoczęto gruntowną restaurację budynku dla potrzeb Muzeum Diecezjalnego. Zrekonstruowano wtedy dach, szczyty oraz detale, portale i obramowania okien. Nieliczne oryginalne fragmenty zachowano wmurowując je w ściany. Dawna duża sień ze względów funkcjonalnych została podzielona na dwie części. Z XV wieku do dziś zachował się charakterystyczny, wielotraktowy układ pomieszczeń, schody na piętro wykonane w grubości muru oraz obramienia otworów, wykonane z białego piaskowca.

## Muzeum Diecezjalne
26 października 1937 roku w budynku zostało otwarte Muzeum Diecezjalne ze zbiorami sztuki sakralnej. Dzieła sztuki były gromadzone przez biskupów sandomierskich, ale dopiero po restauracji w latach 1934–1936 Domu Długosza przeniesiono tam zbiory muzealne. W 1937 roku poproszono Karola Esterichera o pomoc w uporządkowaniu wnętrz i zaplanowaniu muzeum. Nadzorował on konserwację zbiorów oraz wykonanie gablot i szaf do prezentacji zbiorów.

## Pomnik historii

Logo „Pomnik Historii”

22 listopada 2017 r. decyzją prezydenta RP Andrzeja Dudy na wniosek Ministra Kultury i Dziedzictwa Narodowego Piotra Glińskiego, po uzyskaniu opinii Rady Ochrony Zabytków, wpisano sandomierski historyczny zespół architektoniczno-krajobrazowy na listę pomników historii, przyznawany zabytkom nieruchomym o szczególnej wartości historycznej, naukowej i artystycznej, utrwalonym w powszechnej świadomości i mającym duże znaczenie dla dziedzictwa kulturalnego Polski. Obszar tego pomnika obejmuje zabytki sandomierskiej starówki, w tym między innymi bazylikę katedralną, sandomierskie kościoły pw. Nawrócenia świętego Pawła, pw. św. Jakuba, pw. św. Michała, pw. Ducha Świętego, Dom Długosza, średniowieczny układ urbanistyczny miasta, Brama Opatowska, ratusz, Collegium Gostomianum, Wąwóz Królowej Jadwigi i Wąwóz Piszczele.